# Volvo Penta

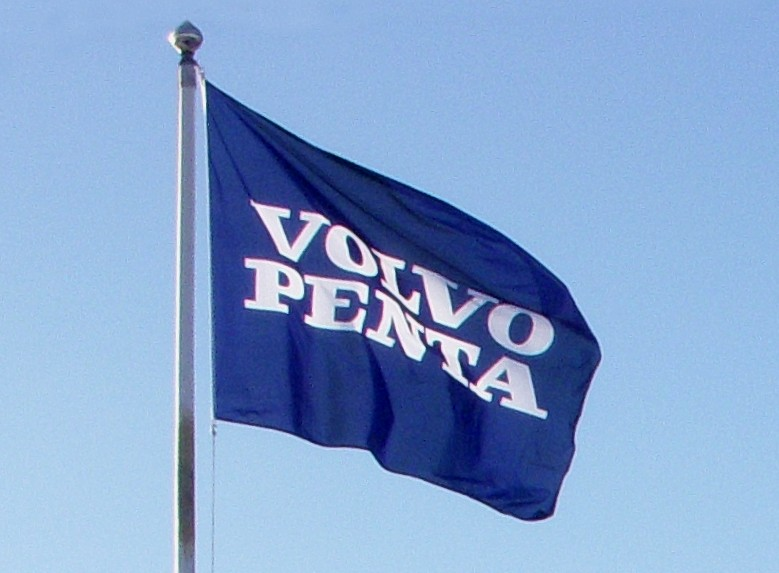
Флаг Вольво Пента

Volvo Penta — шведская компания, входящая в Volvo Group, производитель судовых и промышленных двигателей.

## История
Компания Penta была основана в 1907 году в городе Шёвде (Швеция) для разработки первого судового двигателя В1. Существует две версии возникновения названия Пента. По одной из версий пять человек принимали участие в разработке первого двигателя. По другой — только пятый комплект чертежей был утвержден для создания мотора «в железе». Двигатели компании Пента быстро стали популярными. В 1927 году Пента получила заказ на поставку двигателей для производства первого легкового автомобиля Volvo.
В 1935 году компания Volvo купила акции компании Penta и с тех пор Volvo Penta является частью Вольво Груп (Volvo Group).

## Деятельность
Volvo Penta поставляет двигатели и силовые установки для прогулочных катеров и яхт, а также катеров, предназначенных для коммерческого использования («рабочих» катеров) и дизельных электростанций судового и промышленного применения. Линейка двигателей состоит из дизельной и бензиновой составляющих, мощностью от 10 до 1000 л.с.
Компания Volvo Penta обладает сетью дилеров, состоящей из 4000 компаний в различных уголках мира.
Среди инноваций компании в области судостроения — поворотно-откидная колонка и контр-вращающиеся винты Duoprop. За последние годы Volvo Penta предложила новую пропульсивную систему с тянущими винтами и джойстик для управления ею.